# Olympische Sommerspiele 1932/Teilnehmer (Jugoslawien)
| Gelbes Symbol für Goldmedaillen mit stilisierten Olympischen Ringen | Graues Symbol für Silbermedaillen mit stilisierten Olympischen Ringen | Braundes Symbol für Bronzemedaillen mit stilisierten Olympischen Ringen |
| ------------------------------------------------------------------- | --------------------------------------------------------------------- | ----------------------------------------------------------------------- |
| —                                                                   | —                                                                     | —                                                                       |

Das Königreich Jugoslawien nahm an den Olympischen Sommerspielen 1932 in Los Angeles mit einer Delegation von einem männlichen Sportler teil. Veljko Narančić startete im Diskuswurf, bei dem er in der Qualifikation ausschied.

## Teilnehmer nach Sportarten

### Leichtathletik
- Veljko Narančić
Diskuswurf: in der Qualifikation ausgeschieden